# Pterocalla costalis
Pterocalla costalis är en tvåvingeart som beskrevs av Wulp 1899. Pterocalla costalis ingår i släktet Pterocalla och familjen fläckflugor. Inga underarter finns listade i Catalogue of Life.